# Kontrolliertes Trinken
Kontrolliertes Trinken (abgekürzt kT) bezeichnet ein Trainingsprogramm zur Konsumreduktion von Alkohol. Bei diesem Behandlungskonzept steht die Selbstkontrolle des Verhaltens im Umgang mit Alkohol im Vordergrund und nicht, wie bei den herkömmlichen Behandlungskonzepten in der Suchthilfe, die Abstinenz.

## Konzept
Entwickelt wurde das Konzept vom deutschen Psychologen und Suchtforscher Joachim Körkel, der sich in seinen Schriften von der Abstinenzorientierung in der Suchthilfe abwendet. Eine mögliche Entscheidung zur Abstinenz schließt er jedoch nicht aus, sofern diese auf freiwillige und selbständige Motivation des Klienten bzw. Patienten basiert.
Das Training zum kontrollierten Trinken kann im Einzel- oder im Gruppensetting durchgeführt werden. Das 10-Schritte-Programm stellt dabei eine konkrete Struktur mit unterschiedlichen Themen der Lebensgestaltung im Kontext einer Alkoholsuchtthematik dar. Im Vorfeld geführte Klärungsgespräche (Anamnese und klinische Diagnostik) bzw. die Nachsorge (oder Nachbetreuung) gehören ebenfalls zum Behandlungskonzept.

## Charakteristik
Die Prinzipien des Trainingprogramms sind zieloffenes Arbeiten und Förderung der Selbstverantwortlichkeit des Klienten bzw. Patienten im Hinblick auf sein Verhalten. Eine allgemein formulierte Voraussetzung für die Teilnahme am Training ist eine erhöhte Motivation zur Veränderung der Lebenssituation. Hier liegt auch der verhaltenstherapeutische Ansatz dem Training zugrunde, welche sich handlungsanleitend auswirken soll. Zur Unterstützung der Reflexionsfähigkeit und als strukturgebendes Werkzeug zur Selbstkontrolle werden personalisierte Teilnehmermanuale und Trinktagebücher verwendet. Eine psychotherapeutische Intervention ist während des Trainings nicht vorgesehen, jedoch nach Beendigung dieser zur weiteren Selbstreflexion möglich.

## Kritik
Der Ansatz wird von der überwiegenden Anzahl  Suchtmediziner kritisiert und als nicht zielführend angesehen. Zum einen sei nicht definiert für welche Patientengruppe das Behandlungskonzept geeignet sei. Zum anderen würden Langzeituntersuchungen zeigen, dass nur etwa 1,6 % aller Patienten, die bereits einmal wegen ihrer Alkoholkrankheit behandelt wurden, zum stabilen, moderaten Konsum, ohne exzessive Phasen, zurückkehren könnten. Im Konzept selber sei gewissermaßen der Widerspruch begründet: Das Konzept fordere vom Alkoholkranken sorgfältig und sogar zwanghaft die Zeit, den Ort und die Umstände seines Trinkens vorzubestimmen und rigide die Trinkmenge zu begrenzen. Wesen der Alkoholkrankheit sei aber gerade die Kontrollminderung und Zwanghaftigkeit, die dem Trinkverhalten zugrunde liege und die, wie auch tierexperimentelle Studien zeigten,  nicht oder, nach manifestierter Alkoholkrankheit, nicht mehr reversibel sei.